# Ваальбара

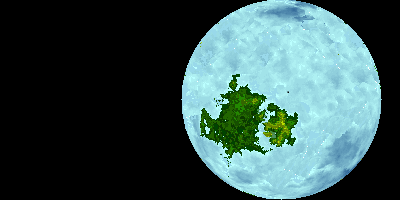
Реконструкция Ваальбары

Ваальбара (англ. Vaalbara) — первый гипотетический суперконтинент на Земле, существовавший 3,6—2,8 млрд лет назад (архей). Его формирование началось 3,6 млрд лет назад, а завершилось 3,1 млрд лет назад. Раскололся примерно 2,5 млрд лет назад. Название Ваальбара происходит от кратона Каапвааль в Южной Африке и кратона Пилбара в Западной Австралии.

Территория кратона Каапвааль в наши дни

Согласно радиометрическому датированию кратонов, которые составляли Ваальбару, считается, что он существовал более 2,8 млрд лет назад. Это подтверждают геохронологические и палеомагнитные исследования между двумя архейскими кратонами (протоконтинентами): кратон Каапваль (ЮАР) и кратон Пилбара (регион Пилбара, Западная Австралия).
Дополнительным свидетельством является совпадения стратиграфических последовательностей зелёнокаменных поясов и поясов гнейса этих двух кратонов. Сегодня эти архейские зеленокаменные пояса распространены по границам Верхнего кратона в Канаде, а также по кратонам древних континентов Гондвана и Лавразия. Последующие пути миграции кратонов Каапвааль и Пилбара после 2,8 млрд лет назад ещё раз свидетельствуют о том, что в своё время они были соединены.
Не существует общего мнения о том, когда Ваальбара начала расходиться, однако геохронологические и палеомагнитные исследования показывают, что два кратона пережили циркулярное поперечное разделение под углом 30° примерно 2,78—2,77 миллиарда лет назад, что подразумевает, что ~2,8 миллиарда лет назад они уже не соприкасались.